# 500 miles d'Indianapolis 2003

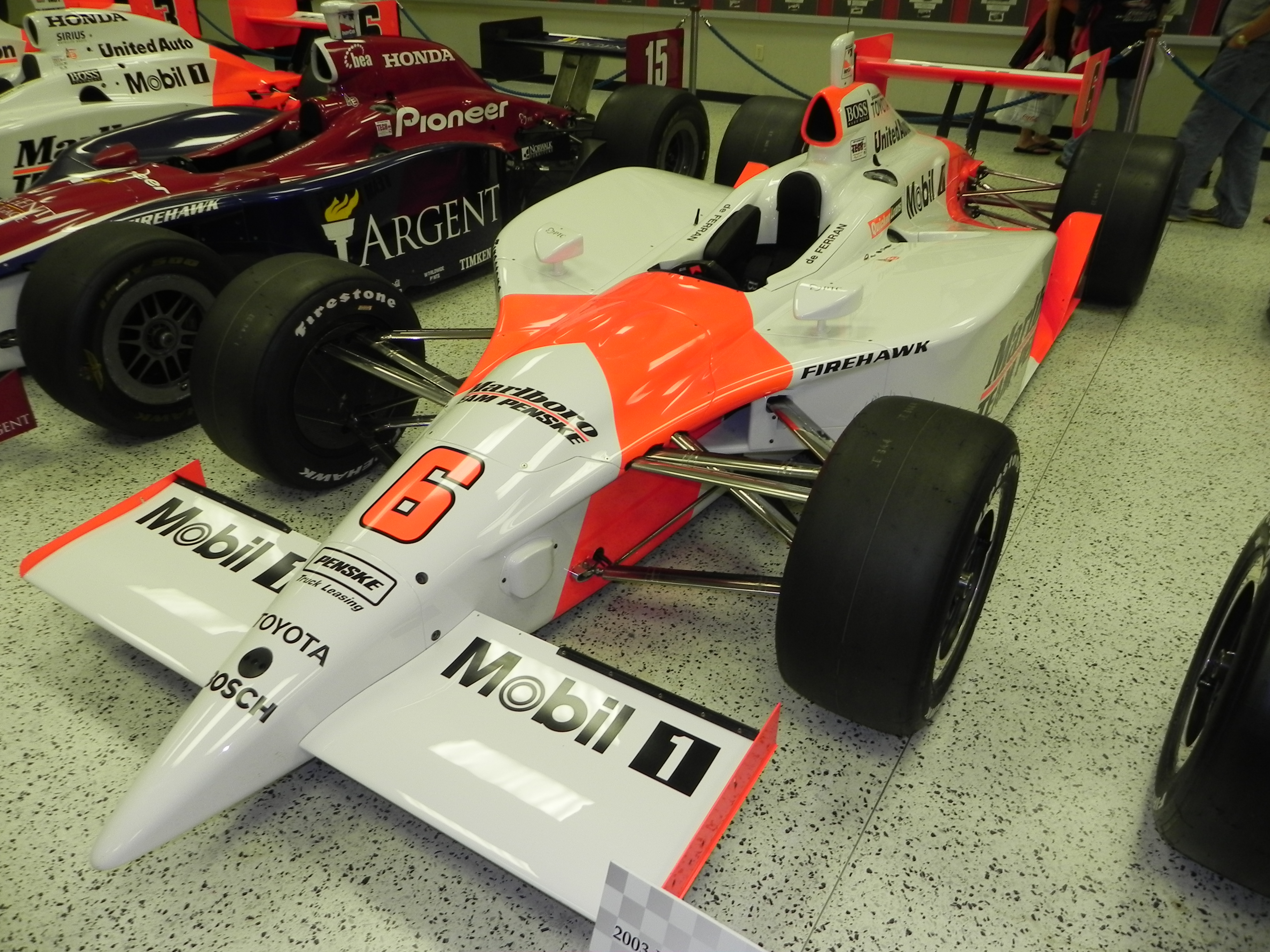
La Panoz-Toyota de Gil de Ferran, victorieuse de l'édition 2003 des 500 miles d'Indianapolis.

Les 500 miles d'Indianapolis 2003, disputés le 25 mai 2003 sur l'Indianapolis Motor Speedway, ont été remportés par le pilote brésilien Gil de Ferran sur une Panoz-Toyota de l'écurie Penske Racing.

## Grille de départ
| Ligne | Intérieur         | Milieu         | Extérieur        |
| 1     | Hélio Castroneves | Tony Kanaan    | Robby Gordon     |
| 2     | Scott Dixon       | Dan Wheldon    | Kenny Brack      |
| 3     | Toranosuke Takagi | Tony Renna     | Scott Sharp      |
| 4     | Gil de Ferran     | Roger Yasukawa | Tomas Scheckter  |
| 5     | Michael Andretti  | Greg Ray       | Shinji Nakano    |
| 6     | Felipe Giaffone   | Al Unser Jr.   | Sam Hornish Jr.  |
| 7     | Buddy Rice        | Jaques Lazier  | Buddy Lazier     |
| 8     | Robbie Buhl       | A.J. Foyt IV   | Sarah Fisher     |
| 9     | Alex Barron       | Vitor Meira    | Jimmy Vasser     |
| 10    | Richie Hearn      | Billy Boat     | Shigeaki Hattori |
| 11    | Robby McGehee     | Jimmy Kite     | Airton Daré      |

La pole a été réalisée par Hélio Castroneves à la moyenne de 372,925 km/h. Il s'agit également du chrono le plus rapide des qualifications.

## Classement final
| no | Pilote                | Voiture           | Équipe                       | Tours | Temps/Abandon     |
| 1  | Gil de Ferran         | Panoz-Toyota      | Team Penske                  | 200   |                   |
| 2  | Hélio Castroneves     | Dallara-Toyota    | Team Penske                  | 200   |                   |
| 3  | Tony Kanaan           | Dallara-Honda     | Andretti Green Racing        | 200   |                   |
| 4  | Tomas Scheckter       | Panoz-Toyota      | Chip Ganassi Racing          | 200   |                   |
| 5  | Toranosuke Takagi (R) | Panoz-Toyota      | Mo Nunn Racing               | 200   |                   |
| 6  | Alex Barron           | Panoz-Toyota      | Mo Nunn Racing               | 200   |                   |
| 7  | Tony Renna (R)        | Dallara-Toyota    | Kelley Racing                | 200   |                   |
| 8  | Greg Ray              | Panoz-Honda       | Access Motorsports           | 200   |                   |
| 9  | Al Unser Jr.          | Dallara-Toyota    | Kelley Racing                | 200   |                   |
| 10 | Roger Yasukawa (R)    | Dallara-Honda     | Super Aguri Fernández Racing | 199   |                   |
| 11 | Buddy Rice (R)        | Dallara-Chevrolet | Team Cheever                 | 199   |                   |
| 12 | Vitor Meira (R)       | Dallara-Chevrolet | Team Menard                  | 199   |                   |
| 13 | Jimmy Kite            | Dallara-Chevrolet | PDM Racing                   | 197   |                   |
| 14 | Shinji Nakano (R)     | Dallara-Honda     | Beck Motorsports             | 196   |                   |
| 15 | Sam Hornish Jr.       | Dallara-Chevrolet | Panther Racing               | 195   | moteur            |
| 16 | Kenny Brack           | Dallara-Honda     | Team Rahal                   | 195   |                   |
| 17 | Scott Dixon (R)       | Panoz-Toyota      | Chip Ganassi Racing          | 191   | accident          |
| 18 | A. J. Foyt IV (R)     | Dallara-Toyota    | A.J. Foyt Enterprises        | 189   |                   |
| 19 | Dan Wheldon (R)       | Dallara-Honda     | Andretti Green Racing        | 186   | accident          |
| 20 | Scott Sharp           | Dallara-Toyota    | Kelley Racing                | 181   | accident          |
| 21 | Buddy Lazier          | Dallara-Chevrolet | Hemelgarn Racing             | 171   | moteur            |
| 22 | Robby Gordon          | Dallara-Honda     | Andretti Green Racing        | 169   | boite de vitesses |
| 23 | Robbie Buhl           | Dallara-Chevrolet | Dreyer & Reinbold Racing     | 147   | moteur            |
| 24 | Airton Daré           | Panoz-Toyota      | A. J. Foyt Enterprises       | 125   | accident          |
| 25 | Robby McGehee         | Dallara-Chevrolet | Panther Racing               | 125   | direction         |
| 26 | Jimmy Vasser          | Dallara-Honda     | Team Rahal                   | 102   | boite de vitesses |
| 27 | Michael Andretti      | Dallara-Honda     | Andretti Green Racing        | 94    | accélérateur      |
| 28 | Richie Hearn          | Panoz-Toyota      | Sam Schmidt Motorsports      | 61    | accident          |
| 29 | Jaques Lazier         | Dallara-Chevrolet | Team Menard                  | 61    | accident          |
| 30 | Shigeaki Hattori      | Dallara-Toyota    | A. J. Foyt Enterprises       | 19    | arrivée d'essence |
| 31 | Sarah Fisher          | Dallara-Chevrolet | Dreyer & Reinbold Racing     | 14    | moteur            |
| 32 | Billy Boat            | Dallara-Chevrolet | Panther Racing               | 7     | moteur            |
| 33 | Felipe Giaffone       | Panoz-Toyota      | Mo Nunn Racing               | 6     | électricité       |

Un (R) indique que le pilote était éligible au trophée du "Rookie of the Year" (meilleur débutant de l'année), attribué à Toranosuke Takagi.

## Sources
- (en) Résultats complets sur le site officiel de l'Indy 500